# Medgar Evers
Medgar Wiley Evers, född 2 juli 1925 i Decatur i Mississippi, död 12 juni 1963 i Jackson i Mississippi, var en amerikansk medborgarrättsaktivist som organiserade bojkotter av diskriminerande företag, arbetade med rösträttsfrågor och kampanjade för att förändra segregerade skolor.
Evers mördades av Byron De La Beckwith som var medlem i Ku Klux Klan.

## Bakgrund
Medgar Evers tjänstgjorde i armén under andra världskriget och deltog i striderna i Normandie. Efter kriget gick han på Alcorn College och tog examen inom affärsadministration 1952. Han flyttade till Mound Bayou och arbetade med att sälja försäkringar på landsbygden i området. Han började också organisera lokala avdelningar av NAACP och uppmanade andra svarta att bojkotta bensinstationer som inte tillät dem att använda deras toaletter.
Den 24 december 1951 gifte sig Evers med klasskamraten Myrlie Beasley. Paret fick tre barn: Darrell Kenyatta, Reena Denise, och James Van Dyke Evers.
När högsta domstolen 1954 fastslog att segregerade skolor inte var förenligt med den amerikanska konstitutionen, sökte Evers till University of Mississippi, men nekades tillträde. Evers hamnade nu i fokus för kampen för att desegregera amerikanska skolor. 1962 tvingades till slut University of Mississippi att låta James Meredith studera där.
Veckorna före mordet hade hotbilden mot Medgar Evers ökat. Hans offentliga utredning av mordet på Emmett Till och hans uttalade stöd för Clyde Kennard gjorde honom till en framstående svart ledare och därför utsatt för attacker. Den 28 maj 1963 kastades en molotovcocktail mot Evers garage och fem dagar senare blev han nästan överkörd av en bil då han kom ut från NAACP:s kontor i Jackson. I början av juni 1963 framförde Evers ett tal i en lokal TV-kanal där han framförde målen för medborgarrättsrörelsen i Jackson. Efter detta ökade hoten mot honom ytterligare.

## Mordet och rättegången

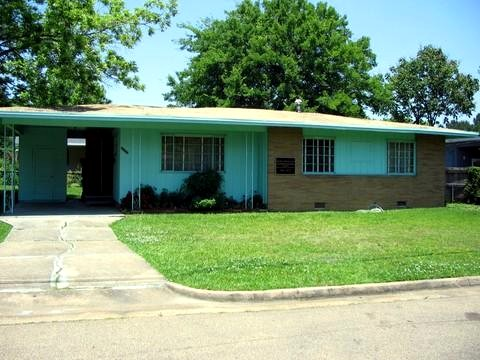
Huset med uppfarten där Evers sköts.

Den 12 juni 1963 sköts Medgar Evers i ryggen utanför sitt hem i Jackson efter att ha kommit hem från ett möte med NAACP:s jurister. Han dog på sjukhuset 50 minuter senare. Evers begravdes den 19 juni med militära hedersbetygelser inför en publik på 3 000 personer. Medgars position på NAACP övertogs av hans bror Charles Evers.
Omedelbart efter dödsskjutningen hittades ett gevär i buskarna utanför huset med fingeravtryck på. Byron De La Beckwith arresterades och åtalades för mordet. Men trots den starka bevisningen mot honom kunde de hel-vita juryerna i två rättegångar på 60-talet inte enas. Inte förrän 1994, då målet togs upp på nytt, dömdes De La Beckwith till livstids fängelse.

## Övrigt
- Mordet på Medgar Evers omsjungs av Bob Dylan i Only a Pawn in Their Game från 1964.[14]
- Filmen Skuggor från det förflutna från 1996 handlade om rättegången mot Medgar Evers mördare 1994.[15]
- Phil Ochs' låt Love me, I'm a liberal, nämner Evers i första strofen.